# 盆架树属
盆架树属（学名：Winchia）是夹竹桃科下的一个属，为常绿乔木植物。该属共有2种，分布于印度、缅甸、越南和印度尼西亚。